# Peter Pomerantsev
Peter Pomerantsev, född 1977 i Kiev, Sovjetunionen, är en brittisk journalist, tv-producent och författare, son till den ryskfödde poeten och journalisten Igor Pomerantsev.
Peter Pomerantsev flyttade 1978, tio månader gammal, med sina föräldrar till Västtyskland, sedan London och München. Efter universitetsstudier flyttade han 2001 till Ryssland och arbetade i nio år för tv-kanalen TNT, bland annat med program om rika ryssars privatliv. I november 2010 återvände han till London.
Under 2013 och 2014 har han framträtt som kännare av Ryssland med artiklar i Newsweek, The Atlantic Monthly och andra tidskrifter. Han har myntat begreppet "postmodern diktatur" för Vladimir Putins regim.